# Вебкам-бизнес
Вебкам-бизнес (от англ. webcam — веб-камера) — сфера бизнеса, построенная на общении веб-модели и наблюдателя в онлайн-видео-чате. Общение обычно происходит на платной основе, что является основным заработком модели и студии.

## История вебкам-бизнеса
Вебкам-бизнес зародился в 1999 году, когда некоторые модели освоили возможности Интернета и показывали приватные шоу через камеру. В те года пользователи только начинали знакомство с порталами всемирной паутины, поэтому возможность пообщаться с красивой моделью один на один заинтересовала многих. В каждой чат-комнате общение велось только с одним пользователем, который был готов оплачивать поминутный тариф.
Тарифы на тот момент были следующие[где?]: 2-5 доллара за минуту, из которых модели доставалось около 20 %. На самом начальном этапе развития, получая даже такие небольшие проценты, модели зарабатывали приличные суммы, так как конкуренции как таковой не было, а клиентов было много.

## Развитие вебкам-бизнеса
На сегодняшний день вебкам-бизнес продолжает развиваться, принося моделям и вебкам-сервисам хороший доход. Во многих странах ежегодно открывается большое количество студий, представители которых находятся в России, Америке, Японии, Южной Корее и т. д.
Среди современных вебкам-сервисов существует постоянная конкуренция по качеству транслируемого видео, по профессионализму и количеству моделей и т. д. Когда вебкам-бизнес только начинал развиваться, пользователи не гнались за качественной составляющей потребляемого контента, на разрешение видео во времена отсутствия широкополосного доступа в интернет внимания также никто не обращал.
Но, как и любой другой бизнес, вебкам-бизнес активно развивается; новейшее программное обеспечение и качественные веб-камеры по приемлемым ценам позволяют добиваться высокого качества трансляций, за которые клиенты готовы щедро платить.

## Цели
Основные цели вебкам-бизнеса: дать людям возможность свободно общаться с симпатичными им моделями посредством видеочата, где они могут пофлиртовать, побеседовать и приятно провести время друг с другом; обеспечить моделей прибыльной и интересной работой, которая более безопасна и этична по сравнению с проституцией и эскорт-услугами.
Вебкам-студия — это помещение для работы вебкам-моделей. Команда профессионалов, обеспечивающая им эффективное общение с клиентами: операторы, администраторы, техподдержка.

## Работа модели
Работа в вебкам-бизнесе весьма разнообразна. На сегодняшний день вебкам-сайты предлагают самые различные способы заработка для моделей, тренеров моделей, партнёров по рекламе и т. д.
К плюсам студий можно отнести такие, как:
1. Наличие всего необходимого для общения с клиентом оборудования.
2. Помощь в работе над образом от стилистов, профессиональные фотосессии.
3. Поддержка и продвижение девушек силами агентства.
4. Бесплатное обучение, тренинги и помощь.
5. Гибкий график — никто не ограничивает моделей, предлагая им возможность выбирать рабочие часы.

Работа веб-моделью подразделяется на две основные категории:
- Flirt (в данной категории модель не имеет права обнажаться, происходит просто общение/флирт между участниками комнаты, возможен приват, но опять же без обнажения модели).
- Hot flirt (в данной категории модель не имеет ограничений в своём шоу, но все происходит только в приватном чате; на некоторых ресурсах таких ограничений нет, правила сугубо индивидуальны для каждого проекта).

## Безопасность и конфиденциальность
Главной ключевой особенностью данного бизнеса является абсолютная безопасность и конфиденциальность. Модель имеет право закрывать доступ к своей комнате некоторым странам, чтобы никто из близких ей людей не смог её случайно увидеть. Отсутствие личного контакта между моделью и клиентами делает работу абсолютно безопасной. Модель, безусловно, может обменяться личными контактами с клиентом, который ей особенно понравился, но обычно это не приветствуется подобными сервисами.
Вебкам-студии подписывают с моделью договор, в котором обговорены все условия конфиденциальности: неразглашение личных данных, запрет на распространение фото и видеоматериалов и т. д., поэтому модель может быть уверена, что на её личную жизнь работа никак не повлияет.